# Pauhunri
El Pauhunri és una muntanya de la gran serralada de l'Himàlaia. Es troba a la frontera entre Sikkim, l'Índia i el Tibet i es troba uns 75 km al nord-est del Kangchenjunga. En ella neix el riu Tista.
El Pauhunri s'aixeca fins als 7.128 msnm i té una prominència de 2.035 metres. Va ser escalat per primera vegada el 1911 per l'alpinista escocès Alexander Mitchell Kellas, juntament amb dos xerpes dels quals sols es sap que es deien "Sony" i "el germà de Tuny". Tot i que no es va saber fins 80 anys més tard, aquesta ascensió va suposar el cim més alt escalat de la Terra entre el 1911 i el 1930.